# Datousaurus
Datousaurus is een monotypisch geslacht van uitgestorven herbivore sauropode dinosauriërs dat tijdens het Midden-Jura leefde in het gebied van het huidige China.
Datousaurus had een lange hals, waarop zich een grote kop bevond, waarnaar het in 1984 vernoemd is. Het gewicht van zijn enorme lichaam werd ondersteund door een goed ontwikkelde bekkengordel. Het dier liep meestal op vier poten, maar had ook de mogelijkheid om zich op de achterpoten en staart op te richten om vegetatie van de bomen te plukken. Zijn lepelvormige tanden waren uitermate geschikt voor het afbijten van planten.

## Vondst en naamgeving
Tussen 1979 en 1981 werden in Sechuan in de Dashanpu Dinosaur Quarry bij Zigong skeletten opgegraven van sauropoden. Het meeste materiaal behoorde toe aan Shunosaurus maar er werd minstens één skelet gevonden van een andere soort.
In 1984 werd de typesoort Datousaurus bashanensis benoemd en beschreven door Dong Zhiming en Tang Zilu. De geslachtsnaam is afgeleid van het Chinees da tou, 'groot hoofd' en verwijst naar het feit dat de kop groter is dan die van Shunosaurus. De soortaanduiding verwijst naar de herkomst bij het Banshangebergte.
Het holotype IVPP V 7262, is gevonden in een laag van de Xiashaximiaoformatie die dateert uit het Bathonien, ongeveer 167 miljoen jaar oud. Het bestaat uit een gedeeltelijk skelet zonder schedel. Wervels van de nek en rug en delen van het bekken en achterpoten zijn bewaard gebleven. Oorspronkelijk werd ook specimen IVVP V 7263 als deel van het holotype gezien. Het betreft de voorkant van een schedel en onderkaken. Het is echter niet in anatomisch verband met het holotype gevonden en een directe relatie is daarom later betwijfeld. Er zijn twee verdere specimina aan de soort toegewezen. CV 00740 is een gedeeltelijke schedel met onderkaken. ZDM 5021 is een vrijwel compleet skelet.
In 1992 gaf Dong een verbeterde beschrijving.

## Beschrijving
In 1984 werd de lengte van Datousaurus geschat op veertien meter. Latere schattingen vielen meestal lager uit. In 2010 schatte Gregory S. Paul de lengte op tien meter, het gewicht op vierenhalve ton.
Door het ontbreken van een moderne beschrijving zijn geen autapomorfieën bekend.
Indien de gevonden schedels inderdaad van Datousaurus zijn, heeft deze een korte, hoge kop. Het neusgat is niet boven op de schedel geplaatst, zoals bij veel sauropoden, maar vooraan. De voorste kaakrand is stevig. De fenestra antorbitalis is klein. Het quadratum helt iets naar voren. De onderkaken zijn eveneens krachtig gebouwd, met een opvallend hoge voorrand. De tanden hebben de lepelvormige bouw van basale sauropoden. Er staan er vier van in de praemaxilla, en naar schatting tien tot twaalf in het bovenkaaksbeen en twaalf tot veertien in het dentarium van de onderkaak.
De wervelkolom telt twaalf halswervels, dertien ruggenwervels, vijf sacrale wervels en naar schatting ruim vijfenveertig staartwervels. In 1984 werd nog uitgegaan van dertien halswervels en vier sacrale wervels. De oorspronkelijke beschrijving dacht nog dat de wervels 'primitief' waren door een massieve bouw maar in feite zijn ze gepneumatiseerd, uitgehold door luchtkamers, met duidelijke pleurocoelen op de halswervels en minder diepe op de ruggenwervels. De halswervels zijn matig verlengd waarbij de langste in het midden van de nek tweeënhalf maal de lengte heeft van een ruggenwervel. De halswervels zijn opisthocoel, bol van voren en hol van achteren. Ze zijn gekield en hebben lage wervelbogen en doornuitsteeksels waarop de richels echter welgevormd zijn. De doornuitsteeksels van de achterste nek en voorste rug zijn wel overdwars breed maar niet gevorkt. Naar achteren worden de wervels van de ruk minder bol totdat hun voorste facet vlak wordt. Tegelijkertijd worden de doornuitsteeksels langer en rechthoekiger. Van de vergroeide sacrale wervels hebben de voorste vier ook vergroeide doornuitsteeksels. De wervels van de staartbasis zijn kort en hoog, licht amficoel.
In de schoudergordel is het schouderblad lang, het ravenbeksbeen ovaal. Het bekken is stevig gebouwd met een laag en lang darmbeen. Dat heeft een robuust aanhangsel voor het schaambeen en een plaatvormig aanhangsel voor het zitbeen. De ledematen zijn relatief recht en robuust. De voorpoten zijn relatief lang zodat de rug vermoedelijk iets naar voren opliep.

## Fylogenie
Datousaurus werd in 1984 in de Cetiosaurinae geplaatst waarmee weinig anders gezegd werd dan dat het een basale sauropode was. In 1995 stelde Paul Upchurch dat het ging om een lid van de Euhelopodidae. In 1996 meende Zhang Yihong dat het tot de Camarasauridae behoorde. In 1999 dacht Valérie Martin-Rolland aan de Shunosaurinae. In 2002 voerde Jeffrey Wilson de eerste exacte cladistische analyse uit waarin Datousaurus was opgenomen maar kon gezien het gebrek aan een goede moderne beschrijving de positie niet nader bepalen dan ergens basaal in de Eusauropoda.

## Levenswijze
Omdat Datousaurus een langere nek heeft dan Shunosaurus maar een minder lange dan Mamenchisaurus, is wel aangenomen dat planten van een tussenliggende hoogte werden gegeten. De vrij hoge schouders wijzen er in ieder geval op dat het dier niet gespecialiseerd was in het eten van bodemplanten. Matthew Wedel suggereerde in 2016 dat middelgrote coniferen werden gegeten, waarvan er een flink aantal uit de formatie bekend is zoals Pagiophyllum, Brachyphyllum, Podozamites of Pityophyllum. Deze zouden een zeer energierijke voedselbron hebben gevormd. De krachtige kaken zouden in staat moeten zijn geweest hele takken af te bijten die dan zonder te kauwen naar binnen werden gewerkt. Toen Datousaurus nog tot de Euhelopodidae werd gerekend, is het dier wel gezien als een meer kortnekkige voorfase van de extreem lange nek die Euhelopus zelf heeft.